# Cohen Live
Cohen Live är ett livealbum av Leonard Cohen och släpptes 1994. Låtarna är inspelade live under åren 1988 och 1993. Ett flertal av låtarna har texter som skiljer sig från tidigare inspelade versioner.

## Låtlista
1. "Dance Me to the End of Love" (Toronto, 17 juni 1993)
2. "Bird on the Wire" (Toronto, 17 juni 1993)
3. "Everybody Knows" (Vancouver, 29 juni 1993)
4. "Joan of Arc" (Toronto, 17 juni 1993)
5. "There Is a War" (Toronto, 17 juni 1993)
6. "Sisters of Mercy" (Toronto, 18 juni 1993)
7. "Hallelujah" (Austin, 31 oktober 1988)
8. "I'm Your Man" (Toronto, 17 juni 1993)
9. "Who by Fire?" (Austin, 31 oktober 1988)
10. "One of Us Cannot Be Wrong" (San Sebastian, 20 maj 1988)
11. "If It Be Your Will" (Austin, 31 oktober 1988)
12. "Heart with No Companion" (Amsterdam, 19 april 1988)
13. "Suzanne" (Vancouver, 29 juni 1993)

- Samtliga låtar skrivna av Leonard Cohen, utan spår 3, skriven av Cohen/Sharon Robinson.

## Medverkande
Musiker
- Leonard Cohen – sång, gitarr, keyboard
- Perla Batalla – sång
- Julie Christensen – sång
- Jorge Calderón – basgitarr, sång
- Bob Metzger – gitarr, pedal steel guitar
- Stephen Zirkel – basgitarr, trumpet, keyboard
- Bill Ginn – keyboard
- Tom McMorran – keyboard
- Paul Ostermayer – keyboard, saxofon
- Bob Furgo – violin, keyboard
- John Bilezikjian – mandolin, oud
- Steve Meador – trummor
- Roscoe Beck – musikalisk ledare

Produktion
- Leanne Ungar – musikproducent, ljudtekniker
- Bob Metzger – musikproducent
- Billy Myers, David Hough, David Kelln, Doug McClement, John Hendrickson, Ken Allardyce, Kevin Michael – ljudtekniker
- Bill Schnee – ljudmix
- Doug Sax – mastering
- James Water, Michael Petit – omslagsdesign
- Leonard Cohen, Michael Petit, Nicholas Roerich, Diane Lawrence – omslagskonst
- Scott Newton – foto